# Попилий Педон Апрониан
Попилий Педон Апрониан (лат. Popilius Pedo Apronianus) — римский государственный деятель второй половины II века.
Апрониан, по всей видимости, происходил из патрицианской семьи и был, вероятно, внуком консула-суффекта 147 года Гая Попилия Кара Педона. В 191 году он занимал должность ординарного консула вместе с Марком Валерием Брадуа Мавриком. В 204/205 (или 205/206) году Педон находился на посту проконсула провинции Азия. Во время пребывания в должности он был приговорён к смертной казни за государственную измену.